# یوکماخر
یوکماخر (به اسپانیایی: Llucmajor) یک شهرستان در اسپانیا است که در جزایر بالئاری واقع شده‌است.

## خصوصیات
یوکماخر ۲۰٫۲۵ کیلومترمربع مساحت و ۳۶٬۰۷۸ نفر جمعیت دارد.